# Prieuré de Hirzenach
Le prieuré de Hirzenach est une ancienne abbaye bénédictine à Hirzenach, quartier de Boppard.

## Histoire
On ne sait pas exactement quand le prieuré de Hirzenach fut fondé en tant que fille de l'abbaye de Siegburg. À l'origine, la région de Hirzenach appartenait au Palatinat du Rhin, qui fut transféré à Wolfram von Stromberg vers 1075. Son fils Erlolf, ministériel impérial, donne cette propriété à l'empereur Henri IV au début du XIIe siècle, qui à son tour le cède à l'archevêque de Cologne, Frédéric, à la condition qu'un monastère y soit établi pour environ douze conventuels. Frédéric confie cette mission à l'abbé Conrad, abbé de Michaelsberg. C'est la première abbaye de l'empire de Boppard (de). Siegburg veut sécuriser l'administration des marchandises sur le Rhin et la Moselle. La première mention documentaire fiable est faite dans un document daté du 28 novembre 1109, lorsque le pape Pascal II confirme à l'abbaye de Siegburg la propriété de la cour d'Hirzenach (villa Hircenowen). Un registre émis par Frédéric le 4 mai 1110, où il fait don du lieu nommé Hirzenach (locum qui nocatur Hirzenowe) à l'abbaye doit être considéré comme une certification ultérieure d'une donation dans laquelle l'archevêque agit comme médiateur. En plus de lui, l'archevêque de Trèves, Bruno de Bretten, fournit des biens immobiliers à la jeune prévôté. D'autres dons importants dans les premiers jours, en particulier dans les environs, assurent des conditions économiques stables pour le monastère. Les premières possessions comprennent Hirzenach, Rheinbay, Holzfeld et les parties occidentales du district de Karbach.
Immédiatement après la fondation de l'abbaye, les moines commencent à nettoyer la zone et à construire également une église (aujourd'hui Saint-Barthélemy), consacrée avant 1114. Comme tous les prévôtés de Siegburg, le couvent est subordonné à l'abbé de l'abbaye mère. Il veille sur la discipline monastique, prend des décisions sur l'admission ou le refus des novices et dirige les affaires économiques de la cellule. Les droits du prévôt se limitent à réglementer la vie monastique quotidienne dans la colonie. Les droits de vogt appartiennent initialement au roi, qui ne manifeste bientôt plus aucun intérêt pour le monastère. En outre, en raison de son poste et de l'absence qui y est associée, il n'exerce pas correctement les droits d'huissier à Hirzenach, de sorte qu'il s'avère nécessaire de nommer un subordonné. Erlolf von Sternberg, dont la donation rend possible l'établissement de la prévôté, se voit confier l'exercice des droits de vogt en 1149, mais le roi reste nominalement l'Obervogt. Au XIIIe siècle, le vogt est divisé en Nieder- et Oberhirzenach. Les droits sur Niederhirzenach et Rheinbay appartiennent au comte rhénan Embricho III en 1240. En 1267, Philippe de Bolanden est vogt de Niederhirzenach. Il lègue les droits à Heinrich von Sponheim en 1275, qui les vend à Ludwig et Eynulf von Sternberg en 1294. Eynulf est chantre de la collégiale Saint-Martin de Worms et en même temps loue toutes les propriétés du prévôté avec l'obligation de maintenir le prévôt et les moines et de réduire considérablement les dettes élevées du prévôté. Les deux frères et leur beau-frère renoncent à leurs droits de vogt jusqu'en 1310, il revient à l'abbaye de Siegburg. En 1320, ils vont à l'électorat de Trèves comme un engagement impérial. Les droits de vogt sur Oberhirzenach avec Karbach et Quintenach appartiennent en 1256 au comte palatin Louis II de Bavière, qui les prête cette année-là à Friedrich von Ehrenberg. Les droits restent dans sa famille jusqu'à la sécularisation. En 1337, il est prévu que Heinrich et Friedrich von Ehrenberg redonne le vogt à l'abbaye, mais cela ne s'est jamais produit.
Vraisemblablement peu de temps après la création du vogtei, les moines bénédictins reprennent la pastorale à Hirzenach, qui appartient en fait à Boppard. Ils construisent leur église abbatiale juste à côté de l'église paroissiale pour les villageois (aujourd'hui Villa Brosius). Celle-ci a un nouveau portail principal avec un vestibule au XIIIe siècle, et son abside ronde romane est remplacée par un jubé dans les formes gothiques primitives. Par la suite seulement changé à l'intérieur, l'église du prieuré reprend au XVIIIe siècle les tâches de l'église paroissiale qui n'est plus utilisée en 1767. Un rapport de visite de 1681 dit que l'église paroissiale est en mauvais état et que les offices du dimanche se tiennent donc dans la sacristie du prieuré.
La mauvaise situation économique du monastère au XIIIe siècle s'est progressivement améliorée et stabilisée au XIVe siècle. Hirzenach peut même atteindre un certain degré d'indépendance par rapport à Siegburg en termes économiques. La situation se détériorée à nouveau au début de la période moderne. En 1750, il n'y a que le prévôt et un aumônier à Hirzenach, le monastère est au bord de la subsistance. Néanmoins, dans le premier quart du XVIIIe siècle, un nouveau bâtiment représentatif est ajouté aux bâtiments du monastère existants en tant qu'appartement du prévôt. Les travaux se terminent en 1716. Il est possible que la construction ait commencé dès le XVIIe siècle. Dans le même temps, un jardin géométriquement aménagé est créé du côté est du nouveau bâtiment. En 1796, les soldats français occupent le monastère et la maison de prévôt sert de siège au commandant français et d'appartement pour deux gendarmes et leurs familles. Le prévôt de l'époque, Franz Emmerich von Quadt, est autorisé à rester à Hirzenach pour le moment, mais est ensuite expulsé par les autorités françaises en 1799. En 1802, l'abbaye est officiellement dissoute. Le dernier prévôt parvient à transférer une grande partie de la propriété, comme environ 250 acres de terre, à la paroisse de Hirzenach. Le reste est nationalisé en 1803, puis mise aux enchères. L'administration française enlève les fenêtres du chœur et les envoie au Louvre à Paris. Sur son ordre, le cloître du monastère et l'enceinte au-dessus sont aménagés. Franz Emmerich Quadt revient à Hirzenach en 1808 et est devenu curé.
Le moulin ne trouve aucun acheteur à la vente aux enchères prévue pour le 19 janvier 1804 et reste dans la propriété de l'église. Dans les années 1930, il sert de remise et de magasin de foin. Dans la première moitié des années 1940, l'église prévoit de faire don du bâtiment à la communauté afin qu'elle puisse y installer un jardin d'enfants, mais le don n'est jamais venu à cause de la Seconde Guerre mondiale. En 1949, la famille Lambert acquiert le bâtiment et le converti en immeuble résidentiel. Le bâtiment est largement restauré de 1965 à 1967 par Otto Spengler de Mayence. Une nouvelle entrée avec un vestibule à colombages est créée à l'extrémité nord du bâtiment. Une restauration complète de l'église abbatiale suit de 1968 à 1970, avant que l'ancienne église paroissiale ne soit réparée de 1984 à 1986. Ces trois bâtiments sont proches les uns des autres dans une zone protégée en tant que zone monumentale en 1992. En novembre 2002, une association de soutien est fondée et s'engage à restaurer et à entretenir le jardin du prieuré.

## Bâtiments
L'ensemble du prieuré comprend aujourd'hui le bâtiment du prévôt dont le pressoir à vin, l'église Saint-Barthélemy avec le cimetière voisin et l'ancienne église paroissiale connue aujourd'hui sous le nom de Villa Brosius. D'autres anciens bâtiments de la prévôté n'ont pas été conservés, cependant, à l'est de l'église de la prévôté, des restes du mur furent découverts qui appartenaient probablement à d'anciens bâtiments du monastère.

### Villa Brosius
L'ancienne église paroissiale de Hirzenach est le plus ancien des trois bâtiments. Il date probablement de la première moitié du XIe siècle et est reconstruit à l'époque gothique. Déjà délabrée au XVIIe siècle, elle est abandonnée en tant qu'église paroissiale au XVIIIe siècle et à la place, les services ont lieu dans l'église abbatiale. Le bâtiment a été transformé en un immeuble résidentiel et, après une longue période de vacance et de restauration dans les années 1980, est à nouveau utilisé à des fins résidentielles.

### Église Saint-Barthélemy

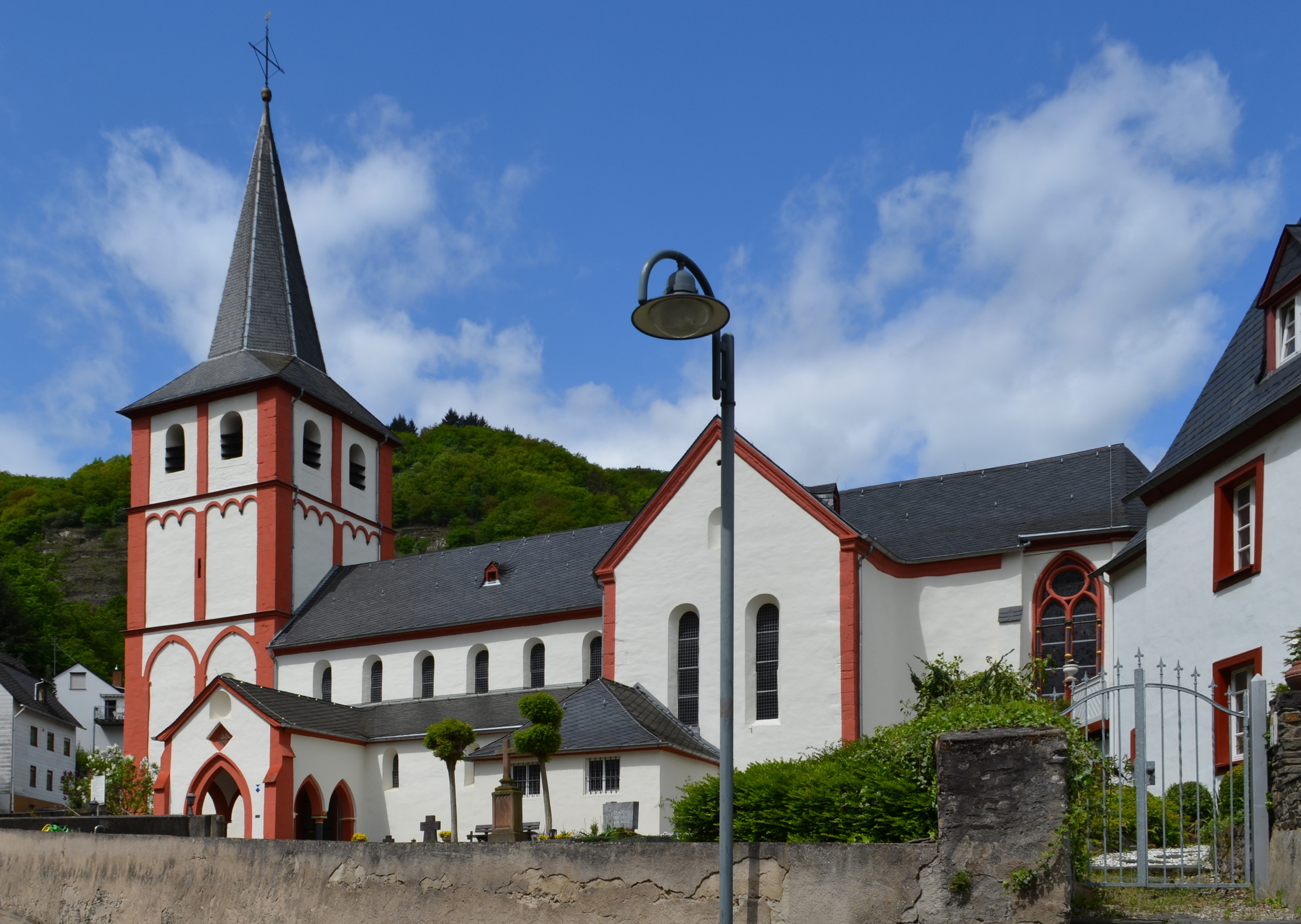
L'église Saint-Barthélemy

La basilique romane à piliers est remaniée à plusieurs reprises tant à l'époque gothique qu'au XIXe siècle. Une restauration complète à la fin des années 1960 lui redonne son aspect médiéval tardif. Après la dissolution de l'abbaye, elle devient l'église paroissiale.

### Prévôté
Au nord de l'église paroissiale actuelle se trouve le bâtiment du prévôt, qui sert aujourd'hui de presbytère. Sa forme est donnée au début du XVIIIe siècle, mais son origine remonte à une tour résidentielle médiévale de l'époque salienne. Sa base avec des murs d'un bon mètre d'épaisseur et des fentes de lumière étroites se trouve maintenant dans le sous-sol du bâtiment côté Rhin. Il se compose de deux salles avec des voûtes en berceau, dont l'une n'est pas médiévale, mais est déplacée plus tard par Roland von Waldenburg. Le sous-sol est le seul vestige de l'ancien bâtiment médiéval, qui est représenté sur un dessin de Wenceslaus Hollar de 1636 avec un haut toit gothique.
Le bâtiment de deux étages avec un toit mansardé en ardoise est largement restauré de 1965 à 1967. Il mesure 22,45 mètres de long, tandis que sa largeur varie entre 13,10 et 13,40 m. Sa charpente plâtrée est peinte en blanc, les angles, les murs et les avant-toits sont mis en valeur en rouge. Des fenêtres à volets divisent la maison en huit axes du côté est face au Rhin et sept axes du côté ouest. Les côtés étroits sont à cinq axes. L'année de construction 1716 se trouve sous la forme d'une inscription au-dessus d'un cadran solaire sur le coin sud-ouest du bâtiment. Deux autres horloges sont situées dans les pignons triangulaires au milieu sur les deux côtés longs du bâtiment au niveau du dernier étage. Le toit avec de petites lucarnes possède également un petit clocher avec un capot arrière et deux cloches côté Rhin.

### Jardin
Le jardin du prieuré de Hirzenach est, avec le jardin du château de Bürresheim, le seul jardin sur la rive gauche du Rhin conservé dans sa structure jusqu'à nos jours et sa forme ne fut jamais modifiée. Tous les autres jardins aristocratiques et monastiques de cette région ont disparu dans les guerres des XVIIe siècle et XVIIIe siècle. Aujourd'hui, le jardin est l'un des jardins de la vallée du Haut-Rhin moyen.
Le jardin du prieuré se compose d'une zone de conception géométrique, située à l'est de la prévôté sous le niveau du sous-sol, et de quelques terrasses de jardin qui s'étendent au sud du bâtiment. Ceux-ci sont plantés de vignes basées sur des modèles historiques.

Panorama du jardin du prieuré de Hirzenach.

Le jardin à la française sous le presbytère a un plan d'étage rectangulaire et est entouré d'un mur en pierre de carrière. Celui-ci a une grille avec deux hauts piliers carrés du XIXe siècle dans l'axe central du côté du Rhin. La zone est divisée en huit compartiments rectangulaires par des chemins rectilignes. L'intersection de deux allées au milieu du jardin est soulignée par un rond-point avec un bassin d'eau rond et baroque et une simple fontaine. Un deuxième puits est situé en face du côté ouest du bâtiment du prieur : une auge rectangulaire en lave de basalte avec un relief montrant les armoiries de Roland von Waldenburg et l'année 1569.
Un escalier descend du niveau du rez-de-chaussée du bâtiment du prévôt à une salle de puits avec une porte cintrée, qui est à mi-hauteur du jardin. Son toit fait également office de terrasse. De là, un autre escalier mène aux compartiments du jardin formel. Celles-ci sont bordées de haies de buis, qui remontent à la fondation du jardin. La plantation se compose de plantes ornementales, utiles ou médicinales.